# جون غراي (ملاكم)
جون غراي (24 أبريل 1906 – 24 يناير 1964) هو ملاكم فلبيني راحل، مثّل بلاده في الألعاب الأولمبية الصيفية 1932.

## روابط خارجية
جون غراي على موقع أوليمبيديا (الإنجليزية)